# 秋元梢
秋元 梢（あきもと こずえ、1987年〈昭和62年〉7月27日 - ）は、日本のファッションモデル。
大相撲第58代横綱千代の富士貢の次女。夫は俳優の松田翔太、義兄は俳優の松田龍平（2021年10月に再婚したモーガン茉愛羅は義姉）、義妹は歌手の松田ゆう姫、義父は俳優の松田優作、義母は女優の松田美由紀。母方の祖父は玄洋社記念館元館長の進藤龍生（福岡市長を務めた進藤一馬のおい）で、高祖父は衆議院議員や玄洋社社長を務めた進藤喜平太。東海大学付属浦安高等学校、東海大学卒業。

## 経歴

### 生い立ち
横綱・千代の富士の次女として、東京都墨田区に生まれる。兄妹に、姉・優（ゆう）、兄・剛（ごう）、妹・愛（あい）がいるが、1989年にSIDSのため生後4か月で死去した妹があった。梢の誕生当時に、父は既に21回の優勝を数える横綱であったが、両親の教育方針で甘やかされた経験はほとんどなく「普通と変わらない家庭で育った」といい、大学生時代にはラフォーレ原宿での、MILK BOYのショップスタッフとしてアルバイトも経験している。姉の優と兄の剛もファッションモデルとして活動している。

### モデル
友人の紹介でヘアサロンのカットモデルを経験して、モデル業に興味を持った。本格的な芸能活動を目指して、2009年にレプロエンタテインメントに所属。同年6月に都内で行われたテレビドラマ『The Hills』の地上波放送記念ファッションショーに出席し、デビューした。
2011年から始まったMTVジャパンの番組『SHIBUHARA GIRLS』でテレビドラマ初出演。
同年6月にはMTVの主催による音楽イベント「MTV VIDEO MUSIC AID JAPAN」にて、『SHIBUHARA GIRLS』の共演者であるソンイ、石川マリー、宮脇詩音とともに、進行役を務めた。
同年の暮れに『JELLY』の姉妹誌にあたる『Gina』が創刊すると、エリーローズ、大屋夏南、シャウラ、高橋真依子、星あやほか4名のモデルらとともに、創刊号に掲載された。
東京ガールズコレクション、東京ランウェイほか、多数の大型ファッションショーに出演。
2015年にOLYMPIA LE-TAN（オランピア ル タン）のショー出演でパリコレデビューをしている。

## 人物
- アイライナーを目尻で跳ね上げたネコ目メイクと、黒髪ロングで前髪を揃えた髪型が特徴。
- 父・千代の富士は優勝時に支度部屋で行われる記念撮影で、賜盃と共に我が子を抱いて写真に収まることを励みにしており、梢が生後9か月の1988年5月場所千秋楽と、23回目の優勝を飾った際には、記念撮影を果たしている。
- 2016年7月31日、父が61歳で死去した夜に更新したTwitter上で「父が17時11分に膵臓癌で亡くなった。最後は『苦しむことなく家族全員に看取られて』息を引き取った」などと記した[13]。
- 昔から「力士とは絶対に付き合いたくない」と公言している[14]。
- 大相撲の幕内・佐田の海貴士は、幼稚園・小学校時代の同級生である。2016年に父が死去した際に、佐田の海は弔問に訪れ「梢ちゃんと十数年ぶりに会いました。当時、親方は運動会にも来たりしていた。入門後は一度だけ『（父で元小結）佐田の海の息子か』と言われたのを覚えています」とコメントした[15]。
- 2018年4月25日、俳優の松田翔太と結婚したことを発表した[3]。
- 父方の祖父は、戦時中に広島市宇品（現南区）にあった旧陸軍船舶司令部（暁部隊）に所属しており、1945年8月6日敬礼の訓練中に被爆し、救援活動で広島市内を奔走した[16][17]。1991年に広島平和文化センターが制作した証言ビデオに被爆体験を寄せた[17]。このため秋元は被爆3世である。

## 家族

### 秋元家（父方）
- 祖父・松夫（生年不明） 
北海道のコンブ漁師[18]。陸軍船舶司令部の一兵卒として広島で被爆した[18][19]。
- 父・貢（千代の富士貢）（1955年〈昭和30年〉6月1日生）
明治大学付属中野高校定時制中退。大相撲第58代横綱。

### 進藤家（母方）
- 5世祖父・栄助（生年不明） 
福岡藩士[20]。
- 高祖父・喜平太（1851年1月6日〈嘉永3年12月5日〉生） 
福岡藩士[20]。元衆議院議員[20] 。玄洋社元社長[20]。
- 曽祖父・龍馬（1898年〈明治31年〉2月生） 
京都帝国大学経済学部卒[21][22]。第一銀行元伏見支店長[21]。
- 祖父・龍生（1928年〈昭和3年〉1月生） 
玄洋社記念館元館長[4][21]。玄洋ビル元社長[23]。叔父は進藤一馬元福岡市長[4]。
- 母・久美子（生年不明）[4][24]
九州産業大学芸術学部中退[23]。

## 出演

### テレビ
- The Hills（2009年7月16日、テレビ東京）
- MTV SHIBUHARA GIRLS（2011年1月9日 - 4月10日、MTVジャパン）
- くりぃむクイズ ミラクル9（テレビ朝日）不定期出演
- BAZOOKA!!!（2014年10月13日 - 2016年9月、BSスカパー!）
- Eテレ・ジャッジ（2015年4月7日 - 、NHK Eテレ） - MC[25]
- Quality HATAGO（DHCシアター）2015年5月 -
- This is IT!（2015年6月7日 - 2016年3月27日、中京テレビ） - MC[26]

### ラジオ
- TOKYO NEWEDGE （2014年10月5日 - 2015年3月28日、日曜 23:00-23:54  J-WAVE）
- TOKYO DISTRICT（2015年4月7日 - 2018年3月25日、日曜 11:40-  J-WAVE）

### 雑誌
- PS（小学館）専属

### ミュージックビデオ
- HI LOCATION MARKETS「アカツキ」（2009年）
- EXILE ATSUSHI「Ooo baby」（2011年）
- LIL「Make You Smile」（2012年）

### 広告
- パナソニック モバイルコミュニケーションズ ソフトバンク携帯
- サンテック産業 N.A by NUDYAURA（2013年8月 - ）

### ウェブ
- WWSチャンネル
  - X JAPAN・Toshlと4回に分けて連載対談[27][28][29][30][31]
  - 『LUNATIC FEST. (通称ルナフェス)』でX JAPAN・Toshl、LUNA SEA・[SUGIZO]にインタビュー実現（2015年6月27日、幕張メッセ）。[32]